# Florijana Ismaili
Florijana Ismaili (Aarberg, 1 januari 1995 – Comomeer, 29 juni 2019) was een voetbalspeelster uit Zwitserland. Ze kwam als middenvelder en aanvaller uit voor BSC Young Boys in de Super League en het Zwitserse voetbalelftal.

## Carrière
Ismaili werd geboren in Zwitserland als dochter van Albanese ouders. In haar jeugdjaren voetbalde ze voor FC Walperswil alvorens ze voor BSC Young Boys haar debuut maakte in de Super League.
Ze maakte haar debuut voor het Zwitserse voetbalelftal in januari 2014 in een 2-1 overwinning op Portugal. Op 27 november 2015 maakte Ismaili haar eerste interlanddoelpunt in een EK 2017 kwalificatieduel tegen Noord-Ierland.  Bijna twee jaar later, op 27 november 2017, wist ze tweemaal tot scoren te komen tegen het land van haar ouders, Albanië, in een WK 2019 kwalificatieduel. Vijftien dagen voor haar dood speelde Ismaili haar laatste interlandduel, tegen Servië op 14 juni 2019.

## Statistieken
| Jaar   | Land        | Wedstrijden | Doelpunten |
| ------ | ----------- | ----------- | ---------- |
| 2014   | Zwitserland | 4           | 0          |
| 2015   | Zwitserland | 7           | 1          |
| 2016   | Zwitserland | 4           | 0          |
| 2017   | Zwitserland | 8           | 2          |
| 2018   | Zwitserland | 7           | 0          |
| 2019   | Zwitserland | 3           | 0          |
| Totaal | Totaal      | 33          | 3          |

Laatste update: 26 november 2024

## Overlijden
Ismaili ging op 29 juni 2019 duiken in het water vanaf een duikplatform tijdens haar vakantie naar het Comomeer in Lombardije, Italië, maar keerde niet terug. De volgende dag werd ze als vermist opgegeven. De lokale autoriteiten starten gelijk een grootschalig onderzoek waarbij ze gebruikmaakten van een remotely operated vehicle. Op 2 juli 2019 werd Ismaili's lichaam gevonden op de bodem van het Comomeer op een diepte van 204 meter. Een autopsie maakte duidelijk dat Ismaili's doodsoorzaak een verstikking was.
- Gemeinsame Normdatei: 1189743752
- Virtual International Authority File: 3945156253569008110002